# Brianna Rollins
Brianna Rollins (ur. 18 sierpnia 1991) – amerykańska lekkoatletka specjalizująca się w krótkich biegach płotkarskich. Złota medalistka olimpijska igrzysk 2016 z Rio de Janeiro.
W 2012 sięgnęła po złoty medal młodzieżowych mistrzostw NACAC w Irapuato. Rok później stanęła na najwyższym stopniu podium mistrzostw świata w Moskwie. W 2015 ponownie wystąpiła na światowym czempionacie, plasując się na 4. miejscu w biegu finałowym. W 2016 roku srebrna medalistka biegu na 60 metrów przez płotki podczas halowych mistrzostw świata w Portland oraz złota medalistka Letnich Igrzysk Olimpijskich 2016 w Rio de Janeiro.
W 2016 została ukarana roczną dyskwalifikacją za trzykrotne opuszczenie testów antydopingowych, natomiast w 2020 zawieszono ją na 5 lat z powodu naruszenia przepisów antydopingowych.
Wielokrotna medalistka mistrzostw NCAA. Mistrzyni USA (2013).

## Osiągnięcia
| Rok  | Impreza                       | Miejsce        | Konkurencja                     | Lokata     | Wynik  |
| ---- | ----------------------------- | -------------- | ------------------------------- | ---------- | ------ |
| 2012 | Młodzieżowe mistrzostwa NACAC | Irapuato       | bieg na 100 metrów przez płotki | 1. miejsce | 12,60w |
| 2013 | Mistrzostwa świata            | Moskwa         | bieg na 100 metrów przez płotki | 1. miejsce | 12,44  |
| 2015 | Mistrzostwa świata            | Pekin          | bieg na 100 metrów przez płotki | 4. miejsce | 12,67  |
| 2016 | Halowe mistrzostwa świata     | Portland       | bieg na 60 metrów przez płotki  | 2. miejsce | 7,82   |
| 2016 | Igrzyska olimpijskie          | Rio de Janeiro | bieg na 100 metrów przez płotki | 1. miejsce | 12,48  |
| 2019 | Mistrzostwa świata            | Doha           | bieg na 100 metrów przez płotki | eliminacje | DQ     |

## Rekordy życiowe
- Bieg na 150 metrów – 17,58 (10 marca 2018, Northridge)
- Bieg na 60 metrów przez płotki (hala) – 7,76 (12 marca 2016, Portland).
- Bieg na 100 metrów przez płotki – 12,26 (22 czerwca 2013, Des Moines) były rekord Ameryki Północnej, 10. wynik w historii światowej lekkoatletyki[2].